# Flaga Dżibuti
Flaga Dżibuti przedstawia dwa poziome pasy, niebieski (górny) i zielony (dolny), ograniczone z lewej strony białym trójkątem. Pośrodku trójkąta znajduje się czerwona pięcioramienna gwiazda. Kolor niebieski symbolizuje niebo, kolor zielony – ziemię, natomiast biały – pokój. Gwiazda symbolizuje jedność kraju. Proporcje flagi wynoszą 5:7.
Flaga została przyjęta w dniu ogłoszenia niepodległości Dżibuti, 27 czerwca 1977 roku.

Flaga Sułtanatu Adal (1415–1577)
Flaga Ejaletu Habesh (1554–1866)